# Bye Bye Love
Bye Bye Love – piosenka, napisana przez Felice i Boudleauxa Bryantów, opublikowana w 1957 roku. Najlepiej znana jest w pierwszej wersji, nagranej przez The Everly Brothers. Wykonanie to uplasowało się na pozycji #2 Billboard Hot 100, a także na miejscu #1 zestawienia sporządzanego przez magazyn Cash Box. Ray Charles wydał własną wersję piosenki w 1962 roku na albumie Modern Sounds in Country and Western Music.
Piosenka wykorzystana została w dwóch filmach. W obrazie All That Jazz wykonywana była przez Bena Vereena i Roya Scheidera. Z kolei w filmie Bye Bye, Love wykonał ją zespół The Proclaimers.
Własne wersje „Bye Bye Love” nagrali również m.in. The Ditty Bops, Webb Pierce, Rory Blackwell, George Harrison, a także Simon & Garfunkel.
Piosenka w wykonaniu The Everly Brothers umieszczona została przez magazyn muzyczny Rolling Stone na miejscu #207 listy 500 utworów wszech czasów.